# Tornatina eumicra
Tornatina eumicra is een slakkensoort uit de familie van de Cylichnidae. De wetenschappelijke naam van de soort is voor het eerst geldig gepubliceerd in 1865 door Crosse in Crosse & Fischer.